# Kampung Jawa (Blangkejeren)
Kampung Jawa is een bestuurslaag in het regentschap Gayo Lues van de provincie Atjeh, Indonesië. Kampung Jawa telt 2.026 inwoners (volkstelling 2010).